# 넥타이 매듭
넥타이 매듭(necktie knot)은 대표적인 장식용으로 사용되는 한줄 매듭이다.
넥타이 매듭에서 줄로 사용되는 넥타이는 매듭에 있어서 일반적으로 실크계열이 주되게 사용된다.

## 매듭 종류
- 더블 노트(Double knot)
- 포인 핸드 노트(Four in hand knot)
- 윈저 노트(Windsor knot)
- 하프 윈저 노트(Half Windsor knot)
- 크로스 노트(Cross knot)

## 넥타이 매듭 방법
윈저 노트(Windsor knot)
윈저 노트 매듭은 윈저 공작의 이름을 따서 명명되었지만 그가 발명하지는 않았다. 윈저 공작은 볼륨감이 있는 매듭 방식을 선호했으며  그는 두꺼운 천으로 특별히 만들어진 넥타이를 가지고 이것을 유행시켰다.
| 1                |
| 2 첫번째 매듭    |
| 3                |
| 4                |
| 5                |
| 6 두번째 매듭    |
| 7                |
| 8                |
| 9                |
| 10 마무리 옭매듭 |
| 11               |

이방법은 넥타이의 대검(큰 깃) 기준으로 오른쪽 윈저 노트이다.

## 넥타이 각 부위 명칭
|                          |
| 넥타이 줄의 각 부위 명칭 |

## 넥타이의 좌우
넥타이의 대검(큰 깃) 기준이다.
|                      |                    |
| 오른쪽 매듭방향 위치 | 왼쪽 매듭방향 위치 |

## 같이 보기
- 리본 매듭
- 스카프